# عطر (ترانه بریتنی اسپیرز)
«عطر» (انگلیسی: Perfume) ترانه‌ای از خواننده آمریکایی بریتنی اسپیرز، برگرفته از هشتمین آلبوم استودیویی‌اش، بریتنی جین (۲۰۱۳) است. این ترانه را اسپیرز، سیا و کریستوفر براید نوشته‌اند و توسط ویل.آی.ام و کیت هریس و براید به‌صورت مشترک تهیه شده‌است. این ترانه در ۴ نوامبر ۲۰۱۳ توسط آرسی‌ای رکوردز به عنوان دومین تک‌آهنگ از آلبوم منتشر شد. «عطر» یک بالاد احساسی و سینث‌پاپ است که از موسیقی دههٔ ۱۹۸۰ میلادی تأثیر می‌گیرد. از نظر اشعاری، این ترانه پیرامون مضامین حسادت و سوءظن در یک رابطه ساخته شده‌است. اسپیرز بیان کرد کرد که این ترانه در مورد جدایی او با نامزد سابقش، جیسون تراویک، در اوایل سال ۲۰۱۳ بود.